# Samfundsbevidst hiphop
Samfundsbevidst hiphop (også kendt som Samfundsbevidst rap) er et begreb anvendt til hiphop-kunstnere, hvis sangtekster handler om sociale problemer.
Det har paralleller med politisk hiphop, selvom dets fokus er udvidet til emner såsom religion, afroamerikansk kultur, hverdagsliv og hiphoptilstanden i sig selv.
Mens begrebet bruges bredt af både fans og skribenter, er det for andre kontroversielt. Eksempelvis har kunstnere som Mos Def og Talib Kweli gjort oprør imod at være mærket som strengt "samfundsbevidste" rappere.
Musikalsk er samfundsbevidst hiphop en bred undergenre, der omfavner flere forskellige hiphopstilarter. Dog er en mere kølet jazz rap-påvirket produktionsstilart den mest almindelig brugte.